# Samuel Bonsall Parish
Pour les articles homonymes, voir Bonsall et Parish.
Samuel Bonsall Parish (né dans le New Jersey en 1838 et mort en 1928) est un botaniste californien, curateur de l'herbier à l'Université Stanford.
Après des études à l'université de New York en 1858, il devient professeur et participe ensuite durant quatre années à la guerre civile américaine. Avec son frère, il achète un ranch près de San Bernardino en 1872 et étudie la flore du sud de la Californie. Sa collection réputée de plantes de cette région l'amène à entreprendre une collaboration avec des botanistes américains de renom, comme C.C. Parry ou C.G. Pringle. Son herbarium est vendu à l'université de Stanford en 1917.